# ドップラー幅
輝線の周波数、波数が分子運動による速度分散に対応したドップラー効果によって幅を持って観測されること。また、吸収線の周波数、波数も、入射光の進行方向に対して吸収媒質が相対運動をすることによって、同様に速度分散に対応した幅をもって観測される。これらをあわせてドップラー幅(Doppler width, Doppler broadening)と呼ぶ。